# 2023. januári házelnöki választás az Amerikai Egyesült Államok Képviselőházában
A 2023. januári házelnöki választás az Amerikai Egyesült Államok Képviselőházában 2023. január 3-án kezdődött meg, az Egyesült Államok 118. kongresszusának nyitónapján, két hónappal a képviselőházi választásokat követően és négy nappal később ért véget. A 128. házelnöki választás, a pozíció 1789-es bevezetése óta. 1859 óta a leghosszabb házelnöki választás.
A 2022-es választásokon a Republikánus Párt többséget szerzett, így a legvalószínűbb az volt, hogy a házelnök is republikánus lesz. A párt frakcióvezetője, Kevin McCarthy nyerte el a republikánus jelölést, de a választás előtt a párt szélsőjobboldali tagjai ellenezték jelöltségét. Az első szavazáson 19 republikánus szavazott McCarthy ellen, egyetlen jelölt se érte el a többséghez szükséges 218 szavazatot, 1923 óta először. Az első szavazáson a demokrata frakcióvezető, Hakeem Jeffries (NY, 8. kerület) kapta a legtöbb szavazatot, 212-t. McCarthy (CA, 20. kerület) 203 szavazatot, Andy Biggs (AZ, 5. kerület) pedig 10 szavazatot kapott, akik mellett kilenc, hivatalosan nem jelölt képviselő is kapott voksot.
A másodiktól a hatodik szavazásig se tudott többséget szerezni McCarthy. Ugyan Jim Jordan (OH, 4. kerület) maga jelölte McCarthy-t a második fordulóban, ő lett a frakcióvezető legnagyobb kihívója. Január 3-án három kör után berekesztették a gyűlést, másnap délben kezdték újra a választást. A negyedik szavazáson Chip Roy jelölte Byron Donalds-ot, aki attól kezdve McCarthy egyetlen és legnagyobb republikánus kihívója lett. A hatodik fordulót követően a gyűlést ismét berekesztették, aznap 20:00-ig, megadva a lehetőséget McCarthy-nak, hogy megpróbálja meggyőzni ellenzőit, hogy rá szavazzanak. A visszatérés után berekesztették a gyűlést másnap délig. McCarthy a kilencedik fordulóig se tudott nyerni, ezzel biztossá téve, hogy az 1859–1860-as választás óta a leghosszabb lesz. Donalds továbbra is McCarthy legnagyobb kihívója maradt, de a kilencedik fordulótól Kevin Hern (OK) is kapott szavazatokat, a tizedikben hetet. A harmadik napon a tizenegyedik szavazás után rekesztették be a képviselőházat. A negyedik napon McCarthy meg tudta győzni pártjának tizennégy további tagját, hogy szavazzanak rá, ezzel nagy momentumot szerezve a házelnökség megszerzésére. A választás végül január 7. hajnalában dőlt el, mikor McCarthy 216 szavazattal, tizenöt szavazás után elnyerte a posztot.

## Folyamat

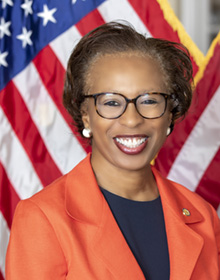
Cheryl L. Johnson felügyeli a 2023-as házelnök-választást

A házelnök a képviselőház feje, akit a képviselők választanak meg minden kongresszus első napján vagy azt követően, hogy egy házelnök meghal, lemond vagy eltávolítják posztjáról mandátuma közben. 1839 óta a képviselőház névsorolvasással választja meg a házelnököt, azaz minden képviselő egyesével adja le szavazatát. Ha az első szavazást követően nincs házelnök, akkor az előző kongresszus végén távozó írnok idézi be és hívja össze a gyűlést. Miután a Képviselőház lelkésze imára hívja a tagokat, az írnok vezetésével hűségnyilatkozatot tesznek a képviselők, majd megkezdődik a névsorolvasás. Ezt követően az írnok rendeli el és felügyeli a házelnök megválasztását. A folyamat során az írnok kötelessége, hogy fenntartsa a rendet a teremben és döntést hozzon az összes renddel kapcsolatos kérdésről.
Hagyományok szerint a névsorolvasás előtt mindkét frakció választ egy-egy jelöltet a házelnöki pozícióra saját vezetőségéből. A képviselőknek nem kötelességük a saját pártjuk által jelölt személyre szavazni, de általában így tesznek, hiszen a választás eredménye lényegében dönt arról, hogy melyik párt fogja irányítani a kamarát a következő két évben.
A képviselők, akik másra szavaznak, általában pártjukon belül maradnak vagy „jelen” szavazatot adnak le, azaz úgy döntenek, hogy nem szavaznak az üggyel kapcsolatban, így lecsökkentve a szükséges szavazatok számát a többséghez. Ezek mellett nem szerepel az alkotmányban, hogy a házelnöknek a képviselőház tagjának kell lennie, így a tagok olyan személyt is megválaszthatnak, aki esetleg soha nem is volt képviselő. Ilyen jelöltek természetesen nagyon ritkán kapnak szavazatot és minden eddigi házelnök az adott kongresszus tagja volt. Amint a házelnök megnyeri a választást, azonnal beiktatja pozíciójára a képviselőház dékánja, a kamara legrégebb óta hivatalban lévő tagja. Az új házelnök ezt követően együttesen iktatja be a Képviselőház további 434 tagját.
Ahhoz, hogy megválasszanak egy jelöltet, valakinek el kell nyernie a leadott szavazatok többségét, nem az összes tag szavazatainak többségét – ami ezen választás idején 218 volt, 434 hivatalba lépő képviselő alapján. A 118. kongresszus nyitásakor egy széküresedés volt, amit Donald McEachin (VA, demokrata) halála okozott. Mindössze néhány alkalom volt a Képviselőház történetében, hogy egy jelölt úgy nyerte meg a választást, hogy megszerezte a leadott szavazatok többségét, de a képviselőház többségét nem. Legutóbb 2021 januárjában történt meg, mikor Nancy Pelosi 216 szavazattal lett megválasztva 218 helyett. A szükséges többség száma széküresedések, távolmaradó képviselők vagy nem szavazó tagok miatt változhat leggyakrabban. Ha egy jelölt se nyeri el a szavazatok többségét, akkor addig ismétlik a névsorolvasást, amíg valaki győztes nem lesz. Ez összesen tizennégy alkalommal történt meg az ország történetében, 1789 óta, legutóbb 1923-ban, mikor Frederick H. Gillett megválasztásához kilenc szavazásra volt szükség. A leghosszabb házelnök-választás 133 szavazáson és két hónapon át tartott.
Amíg a házelnököt meg nem választották, a Képviselőház semmilyen más döntést nem tud meghozni. Mivel a tagokat se tudják beiktatni, így hivatalosan csak megválasztott képviselők, nem teljes jogú képviselők. A Képviselőház szabályait minden kongresszus elején vezetik be újra, így a házelnök megválasztásáig hivatalosan szabályok nélkül folyik a gyűlés.

## Demokrata jelöltek

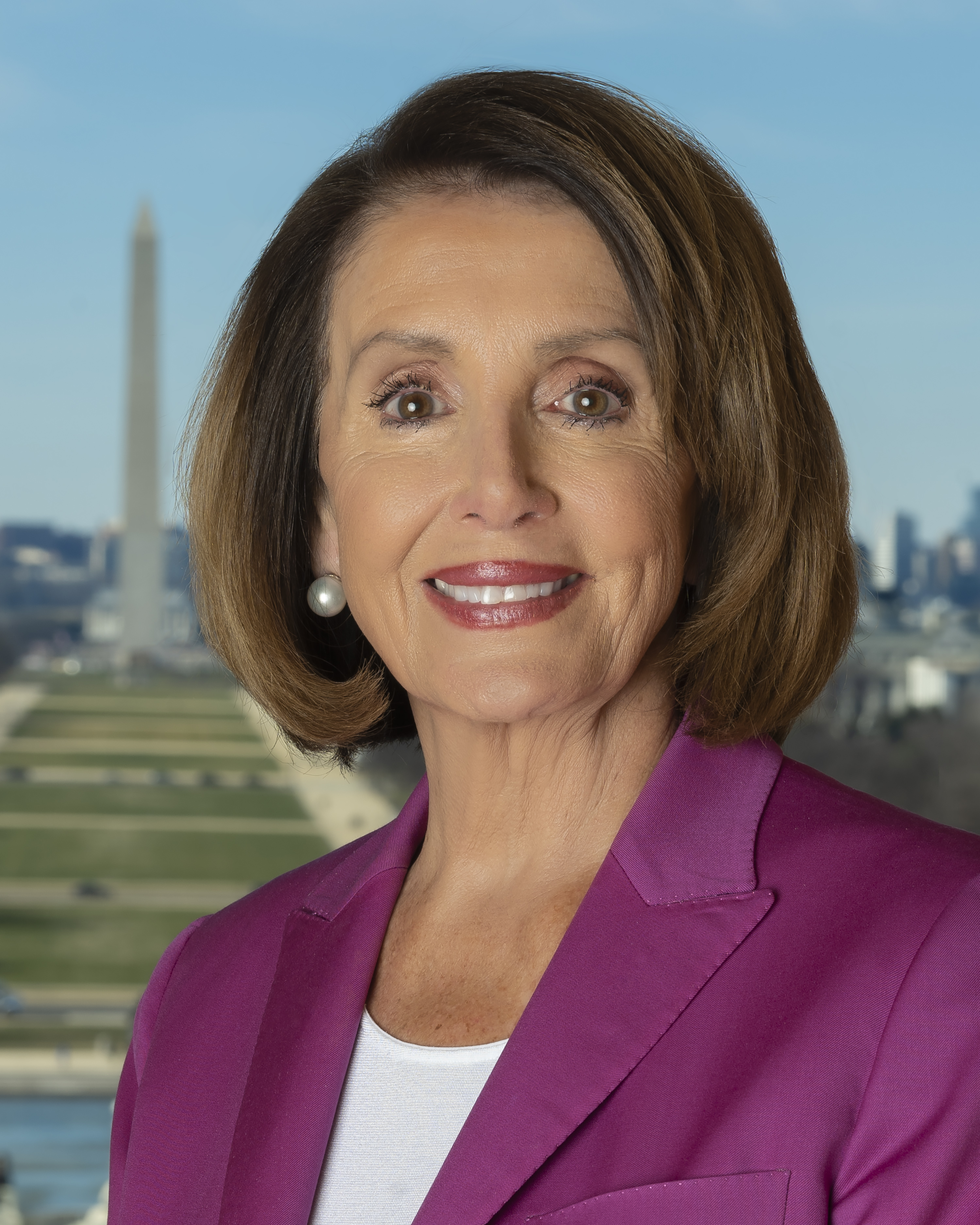
Nancy Pelosi 2022-ben vonult vissza a pozíciótól, utódjaként Hakeem Jeffries-t jelölte ki

A 2019-es házelnöki választás közben Nancy Pelosi megegyezett a demokrata frakció egyes tagjaival, hogy visszavonul a pozíciótól a 117. kongresszust követően, ha a többség rá szavaz. 2022. november 17-én Pelosi hivatalosan is bejelentette, hogy nem fog indulni a pozícióért.

### Jelöltek
Jelöltek
- Hakeem Jeffries, a Demokrata Párt frakcióelnöke, New York 8. kerületének képviselője[20][21]

Nem indult
- Jim Clyburn, pozícióját elhagyó demokrata whip, Dél-Karolina 6. kerületének képviselője[22]
- Steny Hoyer, pozícióját elhagyó demokrata többségi vezető, Maryland 5. kerületének képviselője[22]
- Nancy Pelosi, pozícióját elhagyó házelnök, korábbi kisebbségi vezető, Kalifornia 12. kerületének képviselője[19]
- Adam Schiff, a Képviselőház hírszerzési bizottságának elnöke, Kalifornia 28. kerületének képviselője[20][23]
- Pete Aguilar, demokrata frakció-alelnök, Kalifornia 31. kerületének képviselője[20]
- Katherine Clark, házelnök helyettes, demokrata frakció-alelnök, Massachusetts 5. kerületének képviselője[20]

### Eredmény
November 30-án Hakeem Jeffries lett megválasztva, mint a párt jelöltje.

## Republikánus jelöltek

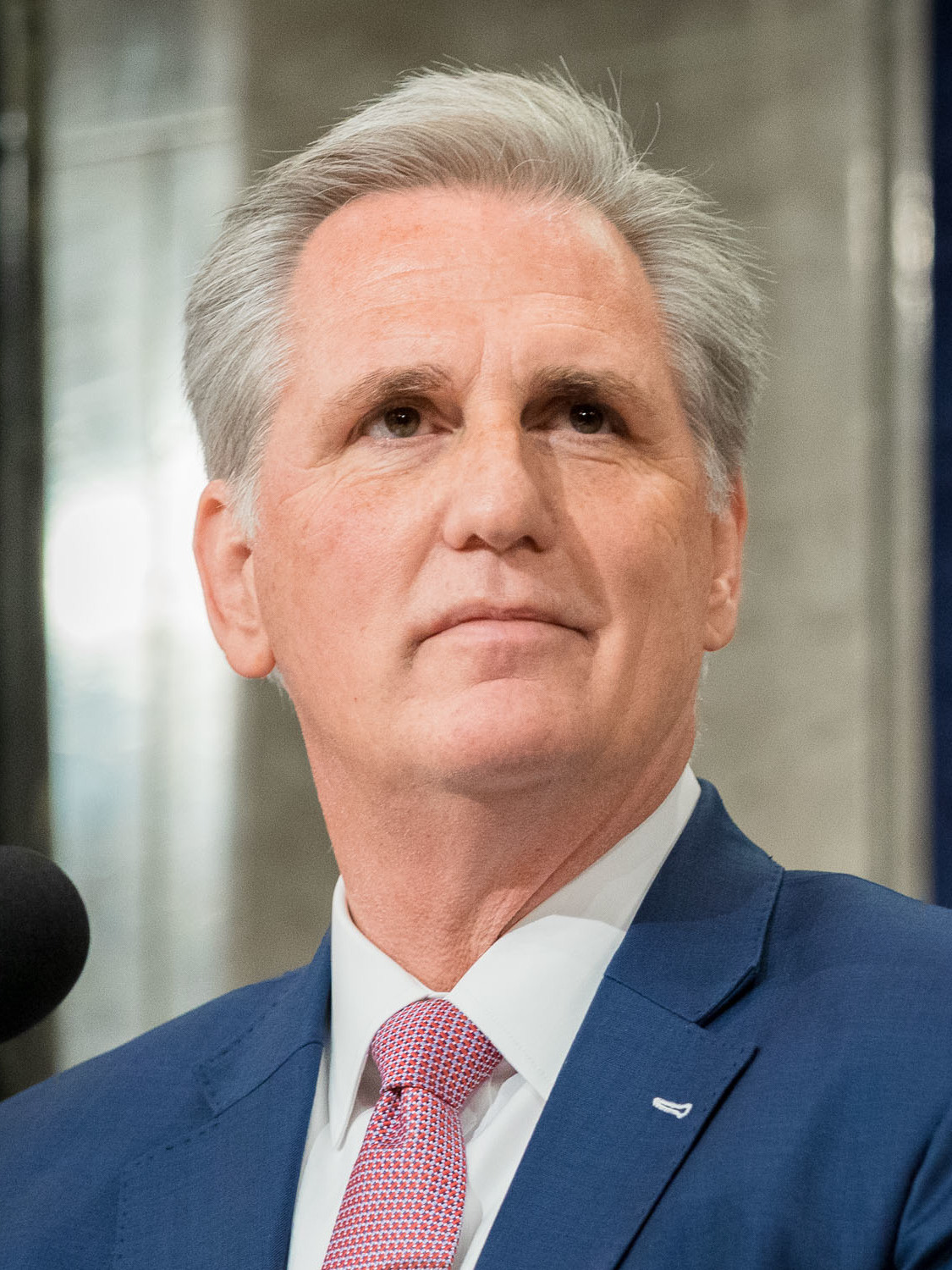
Kevin McCarthy nyerte el a Republikánus Párt jelölését, aki már 2015-ben is indult a posztért, sikertelenül

### Jelöltek
Jelöltek
- Kevin McCarthy, kisebbségi vezető, korábbi többségi vezető, Kalifornia 23. kerületének képviselője[25]

Elvesztette a jelöltséget
- Andy Biggs, a Szabadság Bizottság korábbi elnöke, Arizona 5. kerületének képviselője[26]

### Eredmény
A republikánus előválasztás 2022. november 15-én tartották, ahol Biggs jelöltségének ellenére McCarthy könnyen megnyerte a szavazatok többségét, így ő lett a párt hivatalos jelöltje a választásra. Mivel nem kapott meg legalább 218 szavazatot a frakcióból, szakértők megkérdőjelezték, hogy a frakcióvezető képes lesz-e megnyerni a választást.
| Jelölt         | Szavazatok | %     |
| Kevin McCarthy | 188        | 85,8% |
| Andy Biggs     | 31         | 14,2% |

### Az előválasztás után
A szélsőjobboldali ellenkezésre válaszként Don Bacon azzal fenyegetőzött, hogy koalícióba fog lépni a demokratákkal, néhány mérsékelt republikánus segítségével, akik hajlandóak a másik párttal együttműködni, hogy kijelöljenek egy házelnököt. Több lehetséges jelölt is volt, akik közül a leggyakrabban megemlített a republikánus Fred Upton volt, akinek utolsó mandátuma a 117. kongresszusban járt le.
McCarthy és támogatói egész decembert és január első napjait azzal töltötték, hogy összeszedjék az elég szavazatot a pozíció megnyerésére. Január 3-án, az első szavazás kezdete előtt Mike Rogers (AL) azzal fenyegette meg a McCarthy ellen szavazó párttagokat, hogy eltávolítják őket bizottsági szerepeikből.
A 2023-as szavazás előtt a Politico azt írta, hogy legalább öt republikánus képviselő nem volt hajlandó kifejezni támogatását McCarthy felé, míg kilenc másik nem szólalt meg, hogy mellette fognak-e szavazni. Ez nagy veszélyt jelentett jelöltségére, hiszen pártja minimális többsége (222–212) miatt csak négy szavazatot veszthetett, hogy elérje a 218-as többséget. A Politico szerint az ellenzői több ultimátumot is adtak a frakcióvezetőnek szavazataikért cserébe, mint például azt, hogy könnyebb legyen eltávolítania a képviselőknek a házelnököt pozíciójáról. Bob Good azt mondta, hogy McCarthy „nem tett semmit, hogy kiérdemelje a szavazatomat,” hozzáadva, hogy „többször is volt, hogy arra kértük, hogy küzdjön bizonyos problémák ellen vagy lehetőségekért és soha nem láttuk azt a küzdelmet, amit szerettünk volna.” A Club for Growth konzervatív csoport felszólította az összes republikánus képviselőt, hogy ellenezzék jelöltségét.

## A választás
A választás a 118. kongresszus nyitónapján kezdődött meg, január 3-án. A választás kezdetekor mindössze Virginia 4. kongresszusi kerületében volt széküresedés.

### Első nap

#### Első szavazás

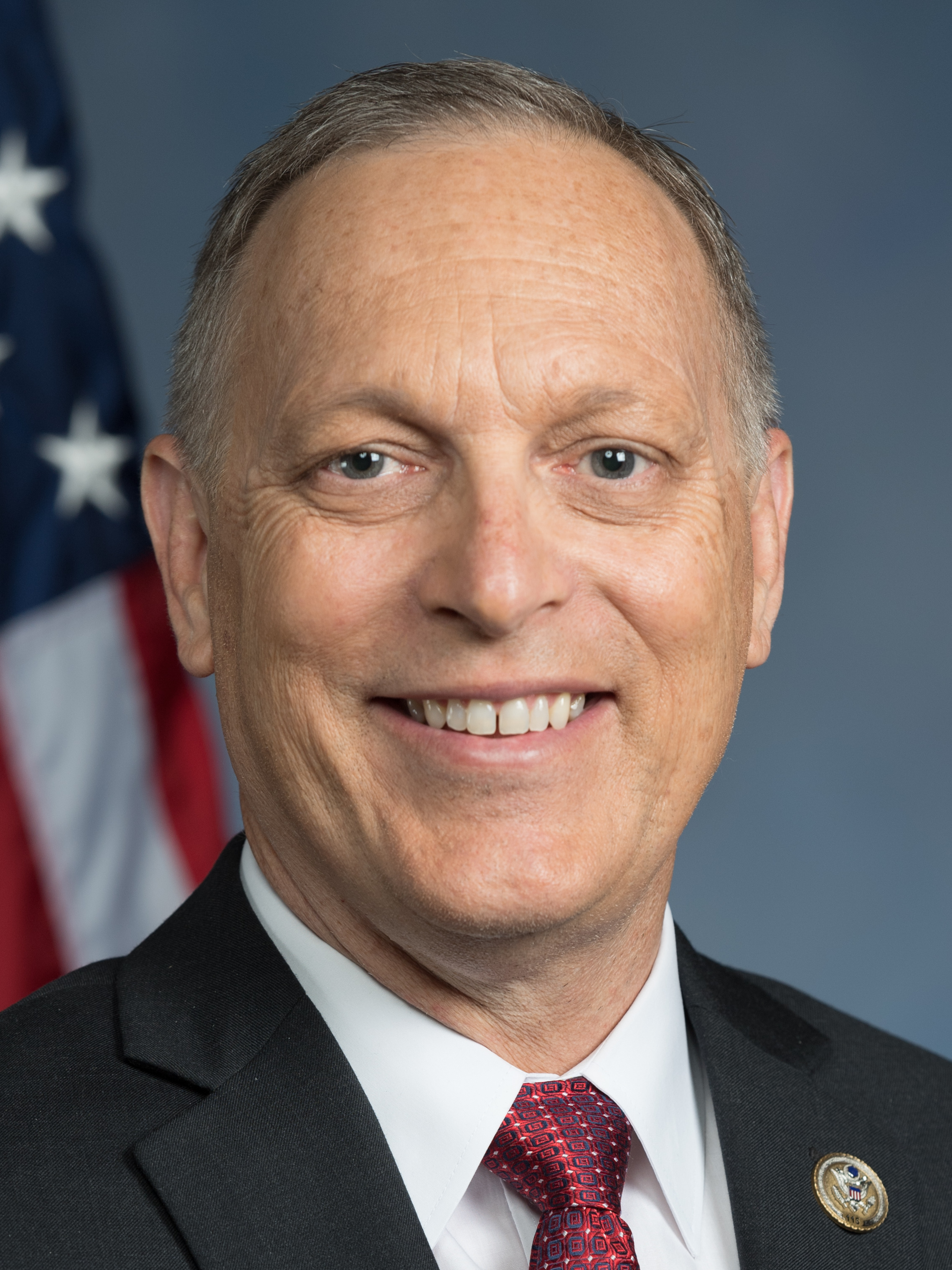
Andy Biggs az első szavazáson volt jelölt

Az első szavazáson 19 republikánus szavazott McCarthy ellen (azaz bárki másra, mint a frakcióvezető), míg Jeffries kapta a legtöbb szavazatot, az összes demokrata támogatásával. Mivel egyetlen jelölt se kapta meg a szükséges szavazatok többségét, 1923 decembere óta először tartottak második szavazást. Elise Stefanik (NY) jelölte McCarthy-t, Pete Aguilar (CA) Jeffries-t és Paul Gosar (AZ) Andy Biggs-t.
| Párt                 | Jelölt                  | Szavazatszám | %     |
| -------------------- | ----------------------- | ------------ | ----- |
|                      | Hakeem Jeffries (NY, 8) | 212          | 48,8% |
|                      | Kevin McCarthy (CA, 20) | 203          | 46,8% |
|                      | Andy Biggs (AZ, 5)      | 10           | 2,3%  |
|                      | Jim Jordan (OH, 4)      | 6            | 1,4%  |
|                      | Jim Banks (IN, 3)       | 1            | 0,2%  |
|                      | Byron Donalds (FL, 19)  | 1            | 0,2%  |
|                      | Lee Zeldin              | 1            | 0,2%  |
| Szavazatok száma     | Szavazatok száma        | 434          | 100 % |
| Szükséges szavazatok | Szükséges szavazatok    | 218          | >50%  |

Lee Zeldin kinek mandátuma lejárt a 117. kongresszus végén, is kapott egy szavazatot.

#### Második szavazás

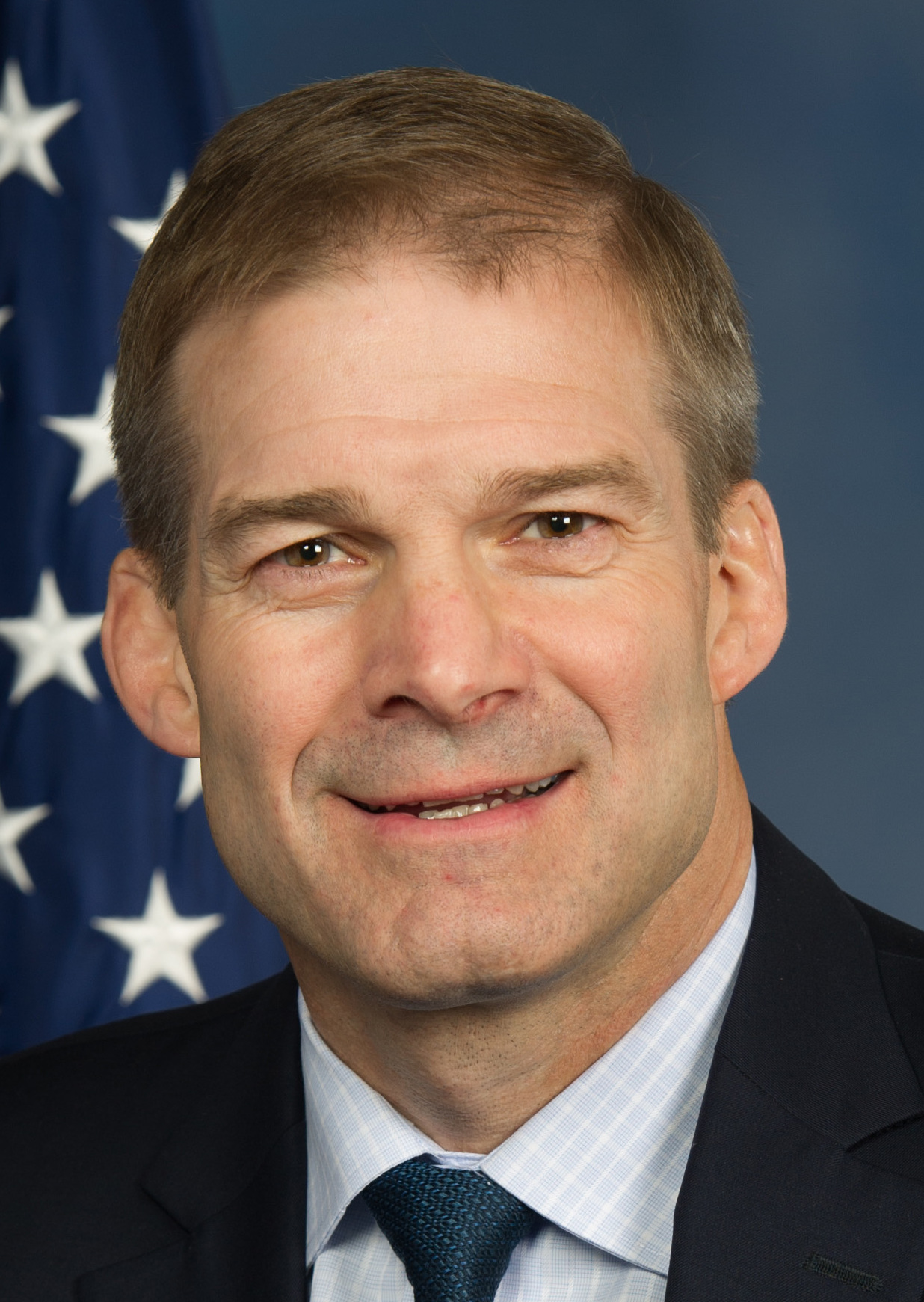
Jim Jordan a második és harmadik szavazáson volt hivatalosan jelölve, annak ellenére, hogy nem akarta megszerezni a pozíciót

A második szavazáson ugyanaz a 19 republikánus szavazott McCarthy ellen, de ezúttal mind Jim Jordanre adták le szavazataikat. Matt Gaetz (FL) jelölte Jordant, aki maga jelölte és szavazott McCarthy-ra. Ismét Aguilar jelölte Jeffries-t.
| Párt                 | Jelölt                  | Szavazatszám | %     |
| -------------------- | ----------------------- | ------------ | ----- |
|                      | Hakeem Jeffries (NY, 8) | 212          | 48,8% |
|                      | Kevin McCarthy (CA, 20) | 203          | 46,8% |
|                      | Jim Jordan (OH, 4)      | 19           | 4,4%  |
| Szavazatok száma     | Szavazatok száma        | 434          | 100%  |
| Szükséges szavazatok | Szükséges szavazatok    | 218          | >50%  |

#### Harmadik szavazás
Steve Scalise (LA) jelölte McCarthy-t, Chip Roy (TX) jelölte Jordant és harmadjára is Aguilar jelölte Jeffries-t. Jordan ismét McCarthy-ra szavazott, nem magára. A szavazáson Byron Donalds, aki korábban szavazatát McCarthy-ra adta le, Jordanre szavazott, ezzel növelve Jordan szavazatai húszra. Donalds jelezte, hogy döntését azért hozta meg, mert egyértelműnek tartotta, hogy Kevin McCarthy nem rendelkezik a szükséges szavazatokkal, hogy házelnök legyen.
| Párt                 | Jelölt                  | Szavazatszám | %     |
| -------------------- | ----------------------- | ------------ | ----- |
|                      | Hakeem Jeffries (NY, 8) | 212          | 48,8% |
|                      | Kevin McCarthy (CA, 20) | 202          | 46,5% |
|                      | Jim Jordan (OH, 4)      | 20           | 4,6%  |
| Szavazatok száma     | Szavazatok száma        | 434          | 100%  |
| Szükséges szavazatok | Szükséges szavazatok    | 218          | >50%  |

### Második nap

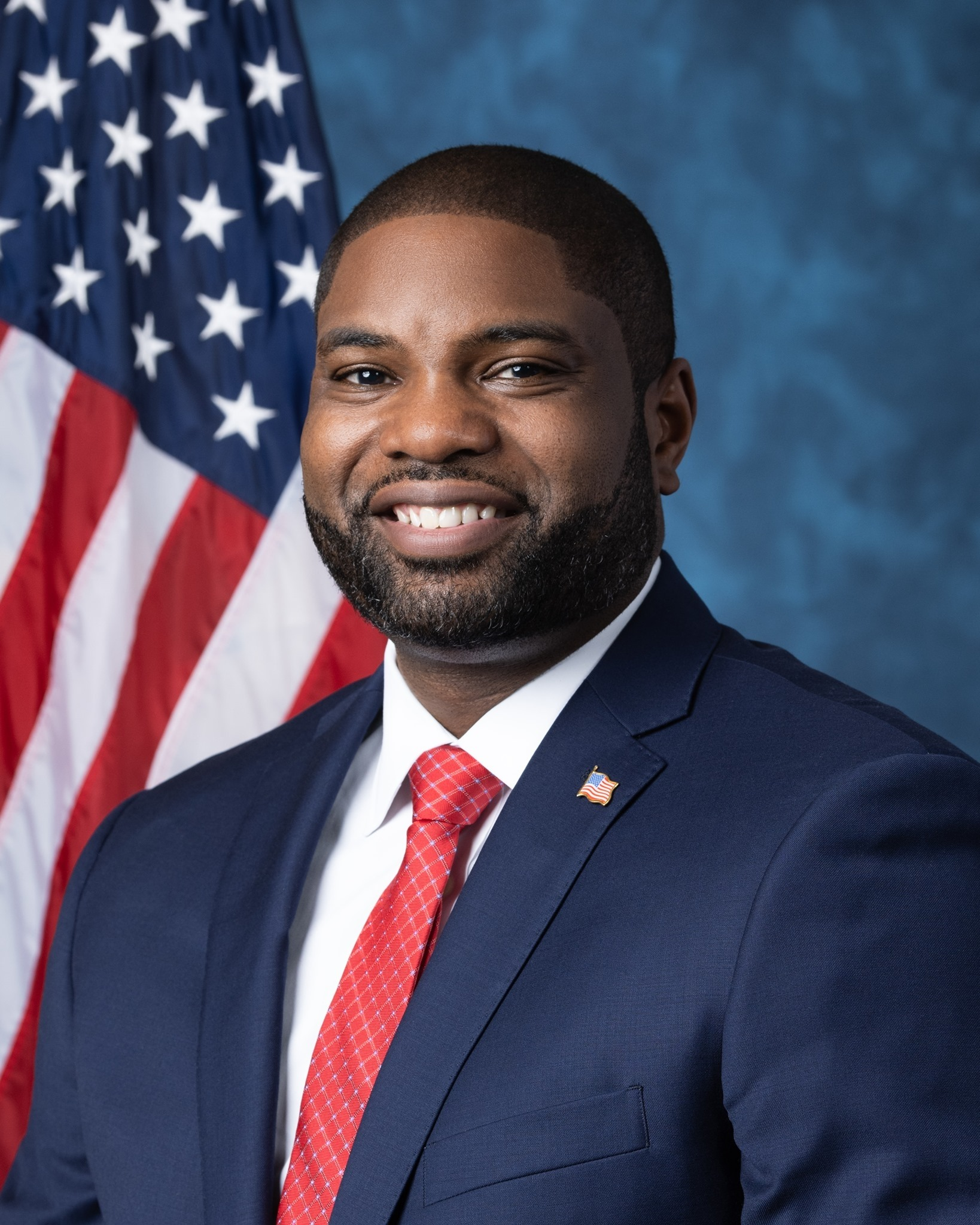
Byron Donalds a második nap összes szavazásán a McCarthy-ellenes republikánusok jelöltje volt

#### Negyedik szavazás
A negyedik szavazás kezdete előtt Donald Trump kiállt McCarthy mögött és jelezte támogatását a frakcióvezető jelöltségére, arra ösztönözve a képviselőház összes republikánus tagját, hogy rá szavazzanak. Ez nem sokat változtatott az eredményen, a 20 republikánus, aki Jordanre szavazott, ezúttal már Donalds-ra adta le voksát. Victoria Spartz, aki korábban McCarthy-ra szavazott, ezúttal „jelen” szavazatot adott le, így csökkentve a győzelemhez szükséges szavazatok számát 217-re. Mike Gallagher jelölte McCarthy-t, Aguilar Jeffries-t és Roy Byron Donalds-ot.
| Párt                        | Jelölt                      | Szavazatszám | %     |
| --------------------------- | --------------------------- | ------------ | ----- |
|                             | Hakeem Jeffries (NY, 8)     | 212          | 49,0% |
|                             | Kevin McCarthy (CA, 20)     | 201          | 46,4% |
|                             | Byron Donalds (FL, 19)      | 20           | 4,6%  |
| Szavazatok száma            | Szavazatok száma            | 433          | 100%  |
| „Jelen” szavazatot adott le | „Jelen” szavazatot adott le | 1            | –     |
| Szükséges szavazatok        | Szükséges szavazatok        | 217          | >50%  |

#### Ötödik szavazás
Az ötödik szavazáson Warren Davidson (OH) jelölte McCarthy-t, ismét Aguilar Jeffries-t és Lauren Boebert (CO) Donalds-ot. Minden tag az előző szavazáshoz megegyezően szavazott.
| Párt                        | Jelölt                      | Szavazatszám | %     |
| --------------------------- | --------------------------- | ------------ | ----- |
|                             | Hakeem Jeffries (NY, 8)     | 212          | 49,0% |
|                             | Kevin McCarthy (CA, 20)     | 201          | 46,4% |
|                             | Byron Donalds (FL, 19)      | 20           | 4,6%  |
| Szavazatok száma            | Szavazatok száma            | 433          | 100%  |
| „Jelen” szavazatot adott le | „Jelen” szavazatot adott le | 1            | –     |
| Szükséges szavazatok        | Szükséges szavazatok        | 217          | >50%  |

#### Hatodik szavazás
A hatodik szavazás folyamatban van. Kat Cammack jelölte McCarthy-t, Aguilar jelölte Jeffries-t és Scott Perry jelölte Donalds-ot. A negyedik és az ötödik szavazáshoz képest nem történt változás a voksolás során. A hatodik előtt Ken Buck (CO) azt mondta a CNN műsorán, hogy McCarthy-nak vissza kéne lépnie a jelöltségétől, ha nem tud többséget szerezni. Ennek ellenére a frakcióvezetőre szavazott. A hatodik választást követően a gyűlést berekesztették aznap este nyolcig. Nyolc órakor, több órányi győzködés és megbeszélések után, a Képviselőház 216–214 arányban a gyűlés másnap délig történő berekesztése mellett szavazott. A 215 szavazatot 210 demokrata és öt republikánus (Biggs, Eli Crane, Boebert, Gaetz és Paul Gosar) képviselő adta le, mielőtt Gosar megváltoztatta szavazatát a gyűlés berekesztésére, így született meg a végeredmény.
| Párt                        | Jelölt                      | Szavazatszám | %     |
| --------------------------- | --------------------------- | ------------ | ----- |
|                             | Hakeem Jeffries (NY, 8)     | 212          | 49,0% |
|                             | Kevin McCarthy (CA, 20)     | 201          | 46,4% |
|                             | Byron Donalds (FL, 19)      | 20           | 4,6%  |
| Szavazatok száma            | Szavazatok száma            | 433          | 100%  |
| „Jelen” szavazatot adott le | „Jelen” szavazatot adott le | 1            | –     |
| Szükséges szavazatok        | Szükséges szavazatok        | 217          | >50%  |

### Harmadik nap

#### Hetedik szavazás

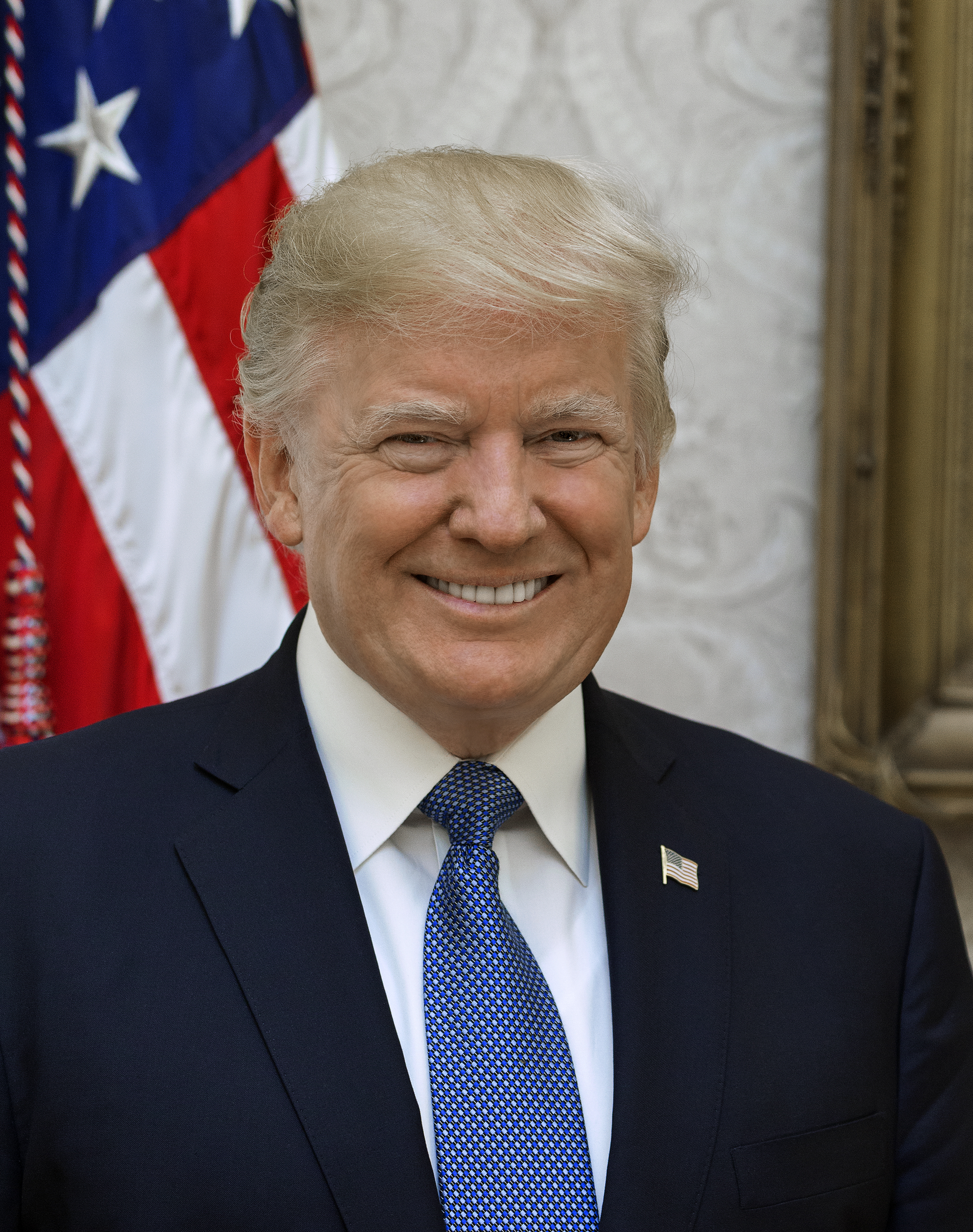
A hetedik és a nyolcadik szavazáson is kapott egy-egy voksot az ország korábbi elnöke, Donald Trump, annak ellenére, hogy nem volt jelölve

A hetedik szavazás előtt McCarthy beadta a derekát több ügyben is, hogy rávegye szélsőjobboldali párttagjait, hogy rá szavazzanak, amik közé tartozott, hogy egy párttag szavazata elég arra, hogy eljárást indítsanak a házelnök eltávolítására, a Szabadság Bizottság tagjainak kinevezése a képviselőház szabályzati bizottságába és, hogy előnybe fogja helyezni a szavazásokat a határbiztonsággal kapcsolatban. Ezzel egyidőben a Congressional Leadership Fund, ami McCarthy oldalán állt a választás idején, megegyezett a Club for Growth csoporttal, hogy nem fognak költeni előválasztásokra olyan kerületekben, ami biztosan republikánus, így nem állítva kihívót sok képviselő ellen. A képviselőház január 5-én gyűlt újra össze és mindennek ellenére McCarthy ismét elvesztette a szavazást, ezúttal a hetediket.
| Párt                        | Jelölt                      | Szavazatszám | %     |
| --------------------------- | --------------------------- | ------------ | ----- |
|                             | Hakeem Jeffries (NY, 8)     | 212          | 49,0% |
|                             | Kevin McCarthy (CA, 20)     | 201          | 46,4% |
|                             | Byron Donalds (FL, 19)      | 19           | 4,4%  |
|                             | Donald Trump                | 1            | 0,2%  |
| Szavazatok száma            | Szavazatok száma            | 433          | 100%  |
| „Jelen” szavazatot adott le | „Jelen” szavazatot adott le | 1            | –     |
| Szükséges szavazatok        | Szükséges szavazatok        | 217          | >50%  |

#### Nyolcadik szavazás

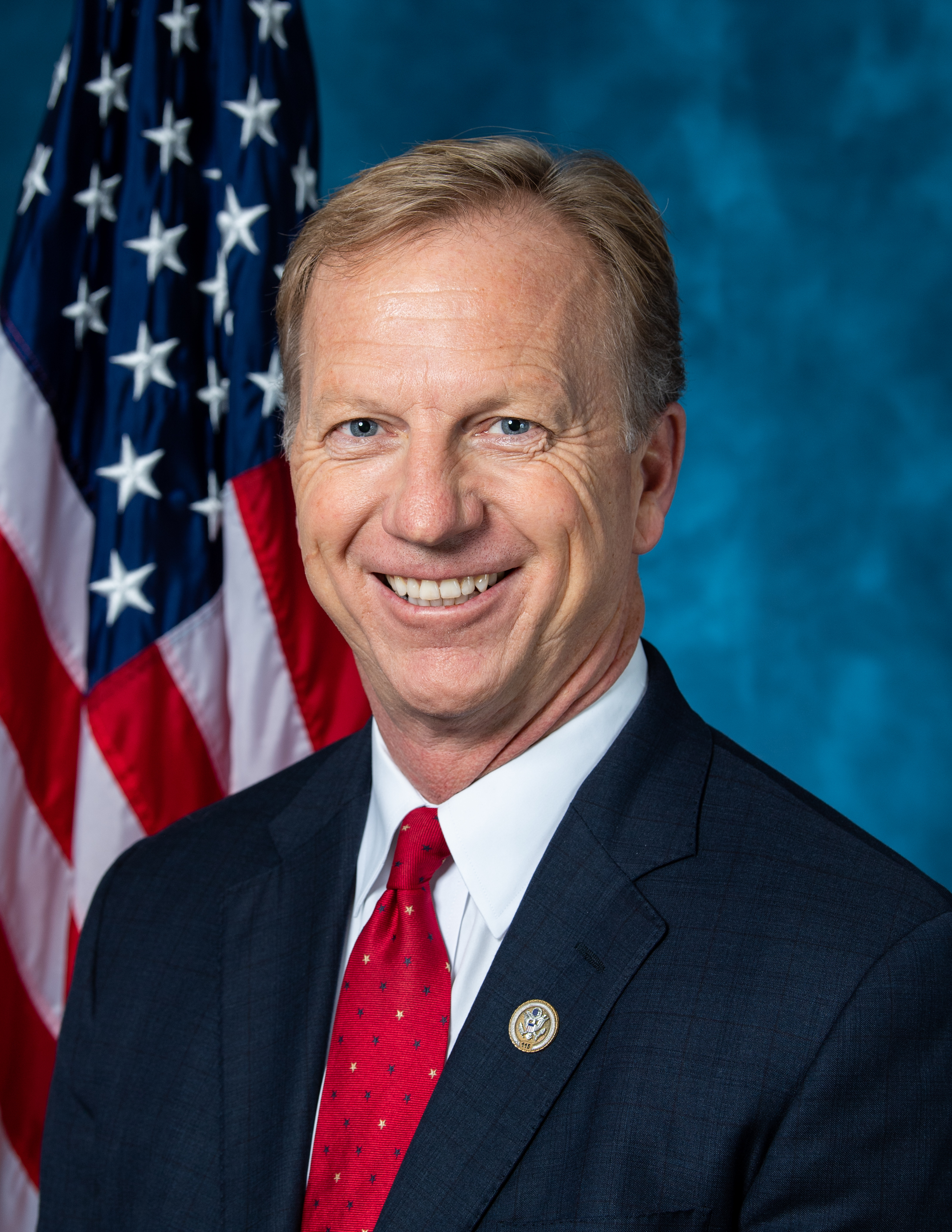
Kevin Hern két szavazatot kapott annak ellenére, hogy nem volt jelölve

A nyolcadik szavazáson Brian Mast (FL) jelölte McCarthy-t, Katherine Clark (MA) Jeffries-t és Biggs Donalds-ot. Boebert és Josh Brecheen, akik korábban Donalds-ot támogatták, Kevin Hern oklahomai képviselőre adták le szavazatukat, aki hivatalosan nem volt jelölve. Mindenki más az előző szavazáshoz hasonlóan voksolt.
| Párt                        | Jelölt                      | Szavazatszám | %     |
| --------------------------- | --------------------------- | ------------ | ----- |
|                             | Hakeem Jeffries (NY, 8)     | 212          | 49,0% |
|                             | Kevin McCarthy (CA, 20)     | 201          | 46,4% |
|                             | Byron Donalds (FL, 19)      | 17           | 3,9%  |
|                             | Kevin Hern (OK, 1)          | 2            | 0,5%  |
|                             | Donald Trump                | 1            | 0,2%  |
| Szavazatok száma            | Szavazatok száma            | 433          | 100%  |
| „Jelen” szavazatot adott le | „Jelen” szavazatot adott le | 1            | –     |
| Szükséges szavazatok        | Szükséges szavazatok        | 217          | >50%  |

#### Kilencedik szavazás
A kilencedik szavazáson Troy Nehls jelölte McCarthy-t, Ted Lieu (CA) Jeffries-t, Matt Rosendale Donalds-ot és Boebert Hernt. Mindenki ugyanúgy szavazott, mint az előző fordulóban, Ken Buck (CO) kivételével, aki nem jelent meg, mert vissza kellett utaznia államába egy egészségügyi beavatkozás miatt. Ezek mellett szavazatot váltott Gaetz, aki Trump helyett Hernre voksolt.
| Párt                        | Jelölt                      | Szavazatszám | %     |
| --------------------------- | --------------------------- | ------------ | ----- |
|                             | Hakeem Jeffries (NY, 8)     | 212          | 49,1% |
|                             | Kevin McCarthy (CA, 20)     | 200          | 46,3% |
|                             | Byron Donalds (FL, 19)      | 17           | 3,9%  |
|                             | Kevin Hern (OK, 1)          | 3            | 0,7%  |
| Szavazatok száma            | Szavazatok száma            | 432          | 100%  |
| „Jelen” szavazatot adott le | „Jelen” szavazatot adott le | 1            | –     |
| Nem szavazott               | Nem szavazott               | 1            | –     |
| Szükséges szavazatok        | Szükséges szavazatok        | 217          | >50%  |

#### Tizedik szavazás
A tizedik szavazáson Juan Ciscomani (AZ) jelölte McCarthy-t, Aguilar ismét Jeffries-t, Anna Paulina Luna (FL) Donalds-ot és Boebert Hernt. Hern néggyel több szavazatot kapott, Andy Biggs, Eli Crane, Andy Harris és Matt Rosendale váltotta voksát Donalds-ról. 
| Párt                        | Jelölt                      | Szavazatszám | %     |
| --------------------------- | --------------------------- | ------------ | ----- |
|                             | Hakeem Jeffries (NY, 8)     | 212          | 49,1% |
|                             | Kevin McCarthy (CA, 20)     | 200          | 46,3% |
|                             | Byron Donalds (FL, 19)      | 13           | 3,0%  |
|                             | Kevin Hern (OK, 1)          | 7            | 1,6%  |
| Szavazatok száma            | Szavazatok száma            | 432          | 100%  |
| „Jelen” szavazatot adott le | „Jelen” szavazatot adott le | 1            | –     |
| Nem szavazott               | Nem szavazott               | 1            | –     |
| Szükséges szavazatok        | Szükséges szavazatok        | 217          | >50%  |

#### Tizenegyedik szavazás
A tizenegyedik szavazáson French Hill (AR) jelölte McCarthy-t, Joe Neguse (CO) Jeffries-t, Gaetz Trumpot és Bob Good Hernt. A szavazás eredménye nagyon hasonlított a tizedikhez, Gaetz változtatta meg voksát Hernről Trumpra, illetve Good is, Donalds-ról Hernre. A tizenegyedik szavazás után eljárást indítottak a gyűlés berekesztésére, miután ismét nem született döntés az ügyben. Este nyolc óra után rekesztették be a képviselőházat, miután az egyetlen ellene szavazó republikánus Tim Burchett volt.
| Párt                 | Jelölt                  | Szavazatszám | %     |
| -------------------- | ----------------------- | ------------ | ----- |
|                      | Hakeem Jeffries (NY, 8) | 212          | 49,1% |
|                      | Kevin McCarthy (CA, 20) | 200          | 46,3% |
|                      | Byron Donalds (FL, 19)  | 12           | 2,8%  |
|                      | Kevin Hern (OK, 1)      | 7            | 1,6%  |
|                      | Donald Trump            | 1            | 0,2%  |
| Szavazatok száma     | Szavazatok száma        | 432          | 100%  |
| Nem szavazott        | Nem szavazott           | 1            | –     |
| Szükséges szavazatok | Szükséges szavazatok    | 217          | >50%  |

### Negyedik nap
A negyedik napon a szavazáson kívül megemlékeztek a Capitolium ostromáról, ami két évvel korábban történt.

#### Tizenkettedik szavazás
A tizenkettedik szavazáson, ami az első volt január 6-án, Mike Garcia (CA) jelölte McCarthy-t, Jim Clyburn (SC) Jeffries-t, Gaetz Jordant és Boebert Hernt. Ugyan nem tudott még így se elég szavazatot összegyűjteni, ez volt az első szavazás, ahol a korábban McCarthy ellen szavazó republikánusok egy része elkezdett a frakcióvezetőre szavazni. Ezek közé tartozott a korábban jelölt Byron Donalds is. Ezen a szavazáson kapta először McCarthy a legtöbb voksot, 214-et, ezzel megelőzve a jelöltje mögött egyesült Demokrata Pártot és Jeffries-t. Jeffries ugyan most először nem kapta meg a 212 szavazatot, ez mindössze azért volt, mert az egyik demokrata képviselőnek, David Trone-nak műtéten kellett átesnie.
| Párt                 | Jelölt                  | Szavazatszám | %     |
| -------------------- | ----------------------- | ------------ | ----- |
|                      | Kevin McCarthy (CA, 20) | 213          | 49,4% |
|                      | Hakeem Jeffries (NY, 8) | 211          | 49,0% |
|                      | Jim Jordan (OH, 4)      | 4            | 0,9%  |
|                      | Kevin Hern (OK, 1)      | 3            | 0,7%  |
| Szavazatok száma     | Szavazatok száma        | 431          | 100%  |
| Nem szavazott        | Nem szavazott           | 3            | –     |
| Szükséges szavazatok | Szükséges szavazatok    | 216          | >50%  |

#### Tizenharmadik szavazás
A tizenharmadik szavazáson James Comer (KC) jelölte McCarthy-t és Veronica Escobar (TX) jelölte Jeffries-t. A szavazások kezdete óta csak a két frakcióvezető voltak a jelöltek. Andy Harris most először szavazott McCarthy-ra. A szavazás után a képviselők a gyűlés 22:00-ig tartó berekesztése mellett döntöttek.
| Párt                 | Jelölt                  | Szavazatszám | %     |
| -------------------- | ----------------------- | ------------ | ----- |
|                      | Kevin McCarthy (CA, 20) | 214          | 49,5% |
|                      | Hakeem Jeffries (NY, 8) | 212          | 49,1% |
|                      | Jim Jordan (OH, 4)      | 6            | 1,4%  |
| Szavazatok száma     | Szavazatok száma        | 432          | 100%  |
| Szükséges szavazatok | Szükséges szavazatok    | 217          | >50%  |

#### Tizennegyedik szavazás
| Párt                        | Jelölt                      | Szavazatszám | %     |
| --------------------------- | --------------------------- | ------------ | ----- |
|                             | Kevin McCarthy (CA, 20)     | 216          | 50,0% |
|                             | Hakeem Jeffries (NY, 8)     | 212          | 49,1% |
|                             | Andy Biggs (AZ, 5)          | 2            | 0,45% |
|                             | Jim Jordan (OH, 4)          | 2            | 0,45% |
| Szavazatok száma            | Szavazatok száma            | 432          | 100%  |
| „Jelen” szavazatot adott le | „Jelen” szavazatot adott le | 2            | –     |
| Szükséges szavazatok        | Szükséges szavazatok        | 217          | >50%  |

#### Tizenötödik szavazás
A tizenötödik szavazáson Bruce Westerman (AR) jelölte McCarthy-t és Dean Phillips (MN) Jeffries-t. A voksolás 23:50-kor kezdődött meg, a többséget pedig 00:29-kor szerezte meg McCarthy. A republikánus frakcióvezetőt 00:37-kor választották meg hivatalosan házelnöknek.
| Párt                        | Jelölt                      | Szavazatszám | %     |
| --------------------------- | --------------------------- | ------------ | ----- |
|                             | Kevin McCarthy (CA, 20)     | 216          | 50,5% |
|                             | Hakeem Jeffries (NY, 8)     | 212          | 49,5% |
| Szavazatok száma            | Szavazatok száma            | 428          | 100%  |
| „Jelen” szavazatot adott le | „Jelen” szavazatot adott le | 6            | –     |
| Szükséges szavazatok        | Szükséges szavazatok        | 215          | >50%  |

### Szavazatok eloszlása
Az összes képviselő saját pártja előválasztáson kijelölt jelöltjére szavazott, kivéve az alább feltüntetett személyek.
| Képviselő         | Párt | Kerület            | Szavazat | Szavazat | Szavazat | Szavazat | Szavazat | Szavazat | Szavazat | Szavazat | Szavazat      | Szavazat      | Szavazat      | Szavazat      | Szavazat      | Szavazat | Szavazat |
| Képviselő         | Párt | Kerület            | 1.       | 2.       | 3.       | 4.       | 5.       | 6.       | 7.       | 8.       | 9.            | 10.           | 11.           | 12.           | 13.           | 14.      | 15.      |
| ----------------- | ---- | ------------------ | -------- | -------- | -------- | -------- | -------- | -------- | -------- | -------- | ------------- | ------------- | ------------- | ------------- | ------------- | -------- | -------- |
| Andy Biggs        |      | Arizona, 5.        | Biggs    | Jordan   | Jordan   | Donalds  | Donalds  | Donalds  | Donalds  | Donalds  | Donalds       | Hern          | Hern          | Jordan        | Jordan        | Jordan   | jelen    |
| Dan Bishop        |      | Észak-Karolina, 8. | Biggs    | Jordan   | Jordan   | Donalds  | Donalds  | Donalds  | Donalds  | Donalds  | Donalds       | Donalds       | Donalds       | McCarthy      | McCarthy      | McCarthy | McCarthy |
| Lauren Boebert    |      | Colorado, 3.       | Jordan   | Jordan   | Jordan   | Donalds  | Donalds  | Donalds  | Donalds  | Hern     | Hern          | Hern          | Hern          | Hern          | Jordan        | jelen    | jelen    |
| Josh Brecheen     |      | Oklahoma, 2.       | Banks    | Jordan   | Jordan   | Donalds  | Donalds  | Donalds  | Donalds  | Hern     | Hern          | Hern          | Hern          | McCarthy      | McCarthy      | McCarthy | McCarthy |
| Ken Buck          |      | Colorado, 4.       | McCarthy | McCarthy | McCarthy | McCarthy | McCarthy | McCarthy | McCarthy | McCarthy | Nem szavazott | Nem szavazott | Nem szavazott | Nem szavazott | Nem szavazott | McCarthy | McCarthy |
| Michael Cloud     |      | Texas, 27.         | Jordan   | Jordan   | Jordan   | Donalds  | Donalds  | Donalds  | Donalds  | Donalds  | Donalds       | Donalds       | Donalds       | McCarthy      | McCarthy      | McCarthy | McCarthy |
| Andrew Clyde      |      | Georgia, 9.        | Biggs    | Jordan   | Jordan   | Donalds  | Donalds  | Donalds  | Donalds  | Donalds  | Donalds       | Donalds       | Donalds       | McCarthy      | McCarthy      | McCarthy | McCarthy |
| Eli Crane         |      | Arizona, 2.        | Biggs    | Jordan   | Jordan   | Donalds  | Donalds  | Donalds  | Donalds  | Donalds  | Donalds       | Hern          | Hern          | Hern          | Jordan        | Biggs    | jelen    |
| Byron Donalds     |      | Florida, 19.       | McCarthy | McCarthy | Jordan   | Donalds  | Donalds  | Donalds  | Donalds  | Donalds  | Donalds       | Donalds       | Donalds       | McCarthy      |               |          |          |
| Matt Gaetz        |      | Florida, 1.        | Biggs    | Jordan   | Jordan   | Donalds  | Donalds  | Donalds  | Trump    | Trump    | Hern          | Hern          | Trump         | Jordan        | Jordan        | jelen    | jelen    |
| Bob Good          |      | Virginia, 5.       | Biggs    | Jordan   | Jordan   | Donalds  | Donalds  | Donalds  | Donalds  | Donalds  | Donalds       | Donalds       | Hern          | Jordan        | Jordan        | Jordan   | jelen    |
| Paul Gosar        |      | Arizona, 9.        | Biggs    | Jordan   | Jordan   | Donalds  | Donalds  | Donalds  | Donalds  | Donalds  | Donalds       | Donalds       | Donalds       | McCarthy      | McCarthy      | McCarthy | McCarthy |
| Andy Harris       |      | Maryland, 1.       | Zeldin   | Jordan   | Jordan   | Donalds  | Donalds  | Donalds  | Donalds  | Donalds  | Donalds       | Hern          | Hern          | Jordan        | McCarthy      | McCarthy | McCarthy |
| Anna Paulina Luna |      | Florida, 13.       | Jordan   | Jordan   | Jordan   | Donalds  | Donalds  | Donalds  | Donalds  | Donalds  | Donalds       | Donalds       | Donalds       | McCarthy      | McCarthy      | McCarthy | McCarthy |
| Mary Miller       |      | Illinois, 15.      | Jordan   | Jordan   | Jordan   | Donalds  | Donalds  | Donalds  | Donalds  | Donalds  | Donalds       | Donalds       | Donalds       | McCarthy      | McCarthy      | McCarthy | McCarthy |
| Ralph Norman      |      | Dél-Karolina, 5.   | Biggs    | Jordan   | Jordan   | Donalds  | Donalds  | Donalds  | Donalds  | Donalds  | Donalds       | Donalds       | Donalds       | McCarthy      | McCarthy      | McCarthy | McCarthy |
| Andy Ogles        |      | Tennessee, 5.      | Jordan   | Jordan   | Jordan   | Donalds  | Donalds  | Donalds  | Donalds  | Donalds  | Donalds       | Donalds       | Donalds       | McCarthy      | McCarthy      | McCarthy | McCarthy |
| Scott Perry       |      | Pennsylvania, 10.  | Biggs    | Jordan   | Jordan   | Donalds  | Donalds  | Donalds  | Donalds  | Donalds  | Donalds       | Donalds       | Donalds       | McCarthy      | McCarthy      | McCarthy | McCarthy |
| Matt Rosendale    |      | Massachusetts, 2.  | Biggs    | Jordan   | Jordan   | Donalds  | Donalds  | Donalds  | Donalds  | Donalds  | Donalds       | Hern          | Hern          | Hern          | Jordan        | Biggs    | jelen    |
| Chip Roy          |      | Texas, 21.         | Donalds  | Jordan   | Jordan   | Donalds  | Donalds  | Donalds  | Donalds  | Donalds  | Donalds       | Donalds       | Donalds       | McCarthy      | McCarthy      | McCarthy | McCarthy |
| Keith Self        |      | Texas, 3.          | Jordan   | Jordan   | Jordan   | Donalds  | Donalds  | Donalds  | Donalds  | Donalds  | Donalds       | Donalds       | Donalds       | McCarthy      | McCarthy      | McCarthy | McCarthy |
| Victoria Spartz   |      | Indiana, 5.        | McCarthy | McCarthy | McCarthy | jelen    | jelen    | jelen    | jelen    | jelen    | jelen         | jelen         | jelen         | McCarthy      | McCarthy      | McCarthy | McCarthy |
| David Trone       |      | Maryland, 6.       | Jeffries | Jeffries | Jeffries | Jeffries | Jeffries | Jeffries | Jeffries | Jeffries | Jeffries      | Jeffries      | Jeffries      | Nem szavazott | Jeffries      | Jeffries | Jeffries |

### Szavazatok összesítése
|                 | január 3. | január 3. | január 3. | január 4. | január 4. | január 4. | január 5. | január 5. | január 5. | január 5. | január 5. | január 16. | január 16. | január 16. | január 16. |
| Szavazás        | 1.        | 2.        | 3.        | 4.        | 5.        | 6.        | 7.        | 8.        | 9.        | 10.       | 11.       | 12.        | 13.        | 14.        | 15.        |
| --------------- | --------- | --------- | --------- | --------- | --------- | --------- | --------- | --------- | --------- | --------- | --------- | ---------- | ---------- | ---------- | ---------- |
| Kevin McCarthy  | 203       | 203       | 202       | 201       | 201       | 201       | 201       | 201       | 200       | 200       | 200       | 214        | 214        | 216        | 216        |
| Hakeem Jeffries | 212       | 212       | 212       | 212       | 212       | 212       | 212       | 212       | 212       | 212       | 212       | 211        | 212        | 212        | 212        |
| Byron Donalds   | 1         | –         | –         | 20        | 20        | 20        | 19        | 17        | 17        | 13        | 12        | –          | –          | –          | –          |
| Andy Biggs      | 10        | –         | –         | –         | –         | –         | –         | –         | –         | –         | –         | –          | –          | 2          | –          |
| Jim Jordan      | 6         | 19        | 20        | –         | –         | –         | –         | –         | –         | –         | –         | 4          | 6          | 2          | –          |
| Jim Banks       | 1         | –         | –         | –         | –         | –         | –         | –         | –         | –         | –         | –          | –          | –          | –          |
| Lee Zeldin      | 1         | –         | –         | –         | –         | –         | –         | –         | –         | –         | –         | –          | –          | –          | –          |
| Donald Trump    | –         | –         | –         | –         | –         | –         | 1         | 1         | –         | –         | 1         | –          | –          | –          | –          |
| Kevin Hern      | –         | –         | –         | –         | –         | –         | –         | 2         | 3         | 7         | 7         | 3          | –          | –          | –          |
| Jelen           | –         | –         | –         | 1         | 1         | 1         | 1         | 1         | 1         | 1         | 1         | –          | –          | 2          | 6          |
| Összesen        | 434       | 434       | 434       | 433       | 433       | 433       | 433       | 433       | 432       | 432       | 432       | 431        | 432        | 432        | 428        |
| Többség         | 218       | 218       | 218       | 217       | 217       | 217       | 217       | 217       | 217       | 217       | 217       | 216        | 217        | 217        | 215        |